# Eucromatina
La eucromatina es una forma de la cromatina ligeramente compactada, menos que la heterocromatina, y con una gran concentración de genes, y a menudo se encuentra en transcripción activa. Se sabe que la eucromatina se encuentra tanto en eucariotas como en procariotas. La eucromatina supone el 92 % del genoma humano.

## Estructura
La estructura de la eucromatina recuerda a la de un collar de perlas, representando cada una de ellas un nucleosoma. Los nucleosomas están compuestos por ocho proteínas denominadas histonas, con aproximadamente 146 pares de bases (pb) enrollados a cada una; en la eucromatina este empaquetamiento es menor, permitiendo el acceso con mayor facilidad al ADN. Cada histona posee una estructura variante que se cree que interviene en la ordenación de la cromatina. En concreto, se cree que la lisina metilada 4 en las histonas actúa como un marcador genérico para la eucromatina.

## Aspecto

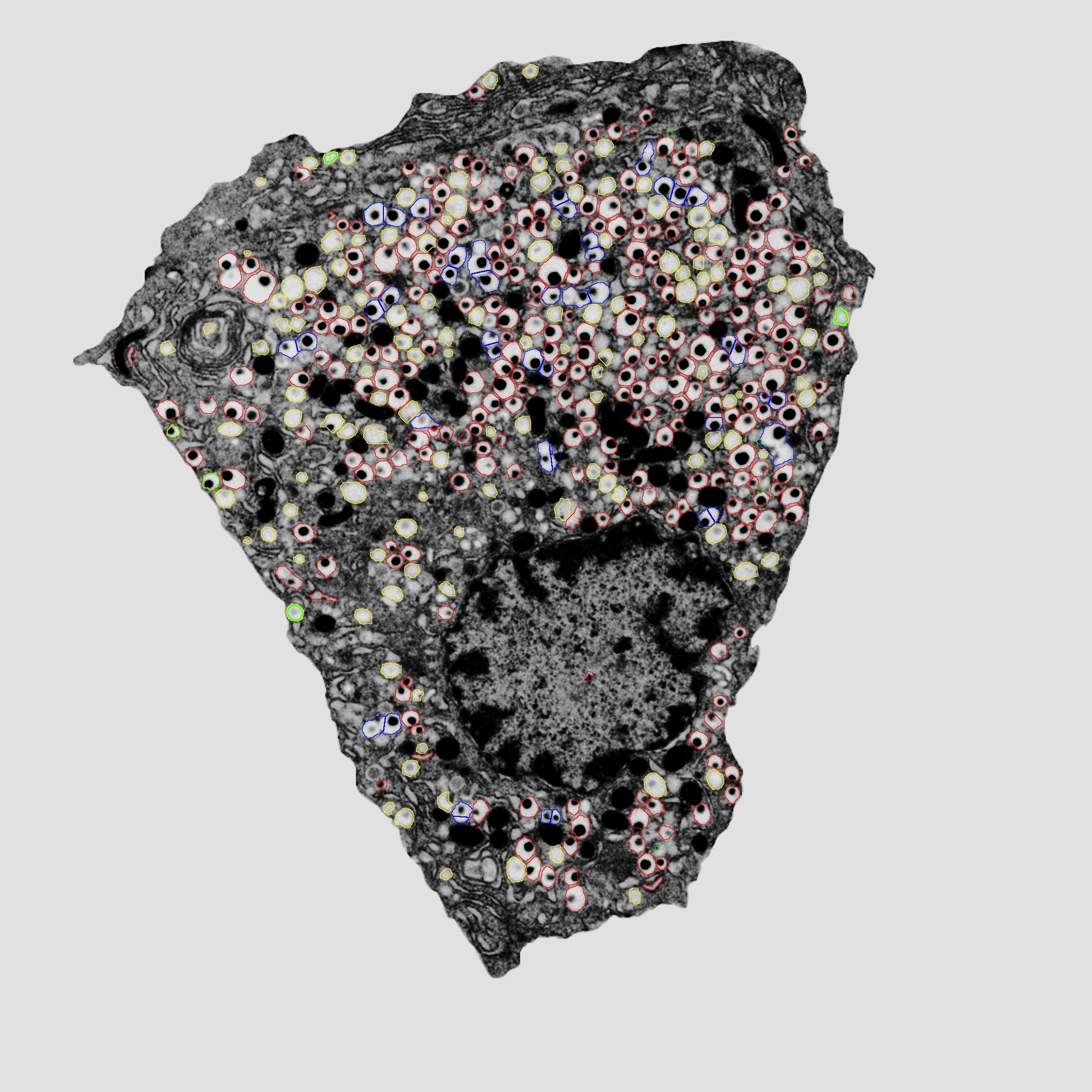
Eucromatina en el núcleo (abajo), en gris claro. Célula beta (β).

La eucromatina generalmente se observa como bandas de color claro cuando es teñido con colorante Giemsa y se observa a través del microscopio óptico; a diferencia de la heterocromatina, que se tiñe en bandas oscuras. La tinción ligera se debe a la estructura menos compacta de la eucromatina. Cabe recordar que en procariotas la eucromatina es el único tipo de cromatina presente, lo que indica que la estructura de la heterocromatina evolucionó más tarde, a la vez que el núcleo, posiblemente como un mecanismo para manejar el genoma cada vez mayor, y obtener así más seguridad y manejabilidad.

## Función
Eucromatina participa en la transcripción activa de ADN a los productos de ARN mensajero. La estructura permite plegar las proteínas reguladoras de genes y complejos de ARN polimerasa para unirse a la secuencia de ADN, que luego pueden iniciar el proceso de transcripción del ADN. No toda la eucromatina se transcribe necesariamente, pero, en general, lo que no se transcribe, se transforma en heterocromatina para proteger los genes, mientras que no se encuentran en uso. Existe por lo tanto un enlace directo entre la forma activa de una célula productiva y la cantidad de eucromatina que se puede encontrar en su núcleo. Se cree que la célula utiliza la transformación de eucromatina a heterocromatina como un método de control de la expresión génica y la replicación, ya que tales procesos se comportan de manera diferente en la cromatina densamente compactada, conocida como la hipótesis de accesibilidad. Un ejemplo de la eucromatina constitutiva que es "siempre encendido" es limpieza de genes, que codifican para las proteínas necesarias para las funciones básicas de la supervivencia celular.